# Алжир на Чемпіонаті світу з водних видів спорту 2015
Алжир узяв участь у Чемпіонаті світу з водних видів спорту 2015, який пройшов у Казані (Росія) від 24 липня до 9 серпня.

## Плавання
Алжирські плавці виконали кваліфікаційні нормативи в дисциплінах, які наведено в таблиці (не більш як 2 плавці на одну дисципліну за часом нормативу A, і не більш як 1 плавець на одну дисципліну за часом нормативу B):
Чоловіки
| Спортсмен        | Дисципліна    | Попередній заплив | Попередній заплив | Півфінал        | Півфінал        | Фінал           | Фінал           |
| Спортсмен        | Дисципліна    | Час               | Місце             | Час             | Місце           | Час             | Місце           |
| ---------------- | ------------- | ----------------- | ----------------- | --------------- | --------------- | --------------- | --------------- |
| Абделькадер Афан | 50 м брасом   | 29.17             | 50                | Завершив виступ | Завершив виступ | Завершив виступ | Завершив виступ |
| Ріяд Джендусі    | 50 м на спині | 27.20             | 50                | Завершив виступ | Завершив виступ | Завершив виступ | Завершив виступ |